# Baroque (jeu vidéo)
Pour les articles homonymes, voir Baroque (homonymie).
Baroque (バロック) est un jeu vidéo de rôle développé par Sting Entertainment et édité par Atlus en 1998 sur Saturn. Il a été adapté sur PlayStation en 1999. Un remake du jeu a vu le jour en 2007 sur PlayStation 2. Il a été adapté sur Wii en 2008.

## Synopsis
14 mai 2032, le héros se réveille et trouve le monde en ruine, le cœur en proie à une culpabilité inexpliquée. Un cataclysme a détruit les villes et les empires des hommes. L'esprit de l'humanité a été défiguré. Dans ce cauchemar, il se rappelle descendre une mystérieuse tour à la recherche de l'absolution. Dans les profondeurs il trouve la mort, et apprend que la mort n'est pas la fin de l'histoire : dans le monde tordu du baroque, ce n'est que le début.

## Système de jeu
Baroque est un Dungeon-RPG des plus classiques. Le joueur doit franchir les différents étages de la Neuro Tower, située aux abords d'une ville peuplée de PNJ (personnages non-joueurs).
À tout moment, le personnage (anonyme, muet et amnésique) peut frapper, soit par un combo de trois coups, soit par une attaque spéciale plus puissante et extensive. Chaque monstre vaincu rapporte de l'expérience et parfois des objets.
Le joueur doit prêter attention à deux jauges : la jauge de HP, qui diminue à chaque coup reçu et remonte avec le temps, et la jauge de Vitalité, qui diminue à chaque action réalisée ou même avec le temps qui passe. Quand la Vitalité est vide, les HP se vident progressivement au lieu de se remplir. L'une et l'autre de ces jauges peuvent être restaurées avec des objets lâchés par les ennemis ou avec des Cœurs.
Quand la jauge de HP est vide, le personnage meurt. Il est alors expulsé de la Neuro Tower, perdant ainsi tous ses objets et toute son expérience. Le joueur doit alors tout reprendre à zéro, sauf que les étages de la Neuro Tower seront différents et les paroles de certains PNJ peuvent également varier.
La fin du jeu change en fonction du nombre d'étages franchis entre chaque trépas, mais aussi des actions effectuées au sein de la Neuro Tower.
La difficulté du jeu est extrêmement élevée. Les monstres sont souvent nombreux, le personnage est parfois assez lent et la Vitalité se vide rapidement, ce qui exige de livrer bataille le plus souvent possible.

## À noter
La version PlayStation a été réédité en téléchargement sur PlayStation 3 et PlayStation Portable en 2007 au Japon.